# Nedilna, Starîi Sambir
Nedilna (în ucraineană Недільна) este un sat în comuna Topilnîțea din raionul Starîi Sambir, regiunea Liov, Ucraina.

## Demografie
Componența lingvistică a localității Nedilna
     Ucraineană (100%)
Conform recensământului din 2001, toată populația localității Nedilna era vorbitoare de ucraineană (100%).